# 원화여자고등학교
원화여자고등학교(源花女子高等學校)는 대한민국 대구광역시 달서구 성당동에 위치한 사립 고등학교로, 1955년에 개교되었다. 

## 설립자
- 동암 서상일 : 애국지사
- 창주 이응창 : 아동문학가

## 학교 연혁
- 1955년 1월 14일 : 재단법인 조양회관 설립 인가(문보 제2879호)
- 1955년 1월 14일 : 초대 법인 이사장 동암 서상일 선생 취임
- 1955년 2월 25일 : 학교 설립 인가(6학급, 문보 제446호)
- 1955년 2월 25일 : 이응창 선생 초대 교장 취임
- 1956년 2월 7일 : 『원화』교지 제1호 발행(창간호)
- 1956년 2월 28일 : 제1회 졸업식(졸업생 수 22명)
- 1957년 3월 31일 : 대신동 교사 별관 2층 6개 교실 신축
- 1962년 3월 17일 : 학급 증설 인가(15학급 주간 12학급, 야간 3학급)
- 1980년 7월 24일 : 원화중․고 학교법인 통합(조양회관)
- 1981년 2월 1일 : 학교 위치 변경 인가(성당동 644번지)
- 1981년 3월 1일 : 성당동 현 교사로 학교 이전
- 1982년 9월 21일 : 학급 감축 인가(45학급, 2부 폐지)
- 1982년 10월 15일 : 동암기념관 준공 개관
- 1985년 10월 15일 : 창주 이응창 선생 시비 제막
- 1988년 10월 14일 : 동암 서상일 선생 동상 제막
- 1999년 6월 28일 : 학교 급식 조리시설 완공
- 2004년 3월 29일 : 운동장 우레탄 트랙 및 잔디 구장 완공
- 2012년 12월 17일 : ‘갤러리 조양’ 개관
- 2013년 1월 31일 : 급식시설 현대화 사업 공사 준공(3층, 연면적 1,699.25m2)
- 2020년 9월 2일 :  '도서관 현대화 시설 및 미래교육공간(나리터)'  준공
- 2022년 1월 19일 : 이욱 선생 학교법인 조양회관 제8대 이사장 취임
- 2022년 2월 10일 : 제67회 졸업식 거행(졸업생 수 319명, 총 졸업생 수 36,065명)
- 2022년 3월 1일 : 이영세 선생 제7대 교장 취임

## 참고 자료
- 원화여자고등학교 - 한국교육학술정보원 학교알리미